# Matilde Ortiz
Matilde Ortiz, née le 16 septembre 1990 à Veracruz (Mexique), est une joueuse espagnole de water-polo.
Elle est médaillée d'argent olympique en 2012 avec l'équipe d'Espagne de water-polo féminin.